# شهرستان خودمختار لیانشان ژوانگ و یائو
لیانشان ژوانگ اند یاو (به لاتین: Lianshan Zhuang and Yao Autonomous County) یک سکونتگاه مسکونی در جمهوری خلق چین است که در کینگوان واقع شده‌است.